# Mozaïekkerk
De Mozaïekkerk is een voormalig kerkgebouw in de Zeeuwse plaats Gapinge, gelegen aan Dorpsstraat 7. De kerk werd in 1957 gebouwd naar een ontwerp van architectenbureau Steen en Tuinhof voor de Gereformeerde Kerk. In 2010 werd het gebouw definitief buiten gebruik gesteld en verkocht. De kerk ontleent haar naam, die overigens pas later in gebruik is geraakt, aan twee mozaïeken, vervaardigd door Jan Meijerink, die in de voorgevel zijn geplaatst. Ze was aanvankelijk bekend als gereformeerde kerk.

## Geschiedenis
Op 3 juni 1887 werd door dominee Klaarhamer in Gapinge een gereformeerde kerk gesticht. De nieuwe gemeente nam eind dat jaar een houten kerkgebouwtje in gebruik aan de Dorpsstraat. In 1902 was er genoeg geld beschikbaar om voor de groeiende kerk een stenen kerkgebouw te bouwen aan de Vriezeveenseweg. Dit gebouw werd uiteindelijk te klein en voldeed niet meer. Daarom werd in 1956 besloten een nieuwe kerk te bouwen, waarvoor een ontwerp werd gekozen van architectenbureau Steen en Tuinhof uit Vlissingen. De bouw werd uitgevoerd door de Middelburgse aannemer S.A. Versluys. Op 10 december 1957 werd het kerkgebouw, dat 80.000 gulden kostte, in gebruik genomen met een predikatie over Efeze 2:19-20 door dominee J. Spoelstra.
Door afname van het ledenaantal ging de gemeente eind jaren 70 samen met de gemeente van Veere. In het kader van het Samen op Weg-Proces ging de gemeente in 2004 samen met de hervormde gemeente uit de Torenkerk. Kerkdiensten vonden hierna wisselend in beide gebouwen plaats.

## Ontwerp
De zaalkerk is opgetrokken uit gele handvormsteen en afgedekt door een zadeldak met blauw gesmoorde pannen. Op het dak werd een klokkenstoel geplaatst, waarin uiteindelijk geen klok gehangen is, met daarop een kruis. De kerkramen werden uitgevoerd in glas in lood met gebrandschilderde ornamenten welke werden vervaardigd door de fa. Prins uit Vlissingen. Links en rechts van de hoofdingang in de westgevel werden mozaïeken aangebracht met daarin de teksten "Genesis 3:2" (links) en "Openbaring 21:5 (rechts). Deze mozaïeken zijn gemaakt door Jan Meijerink, kunstenaar geboren te Deventer (2-2-1927) en overleden te Tiel (18-12-1997).
In de kerk was plaats voor 210 mensen en nog voor dertig tot veertig mensen op de galerij waarop ook het orgel werd geplaatst. Dit orgel, gebouwd in 1780 door de firma Hess, werd voor de overplaatsing uit de oude kerk gerestaureerd door Ernst Leeflang.

## Sluiting en herbestemming
In november 2009 werd bekend dat er plannen waren de kerk te verkopen aan een particulier, waarbij het gebouw een nieuwe functie als bedrijfswoning zou krijgen. In 2010 werd hiervoor toestemming verleend door de gemeente Veere, waarna het gebouw definitief werd verkocht. Na de verkoop werd het orgel, met de status van rijksmonument, gedemonteerd en opgeslagen bij de orgelbouwer Pels & Van Leeuwen. Deze firma heeft het gerestaureerd en in 2013 in de Torenkerk geplaatst.
Sinds de verkoop is de klokkenstoel van het dak verwijderd en zijn op het dak zonnepanelen gelegd.